# بياتريس فرانجيبان
بياتريكس دي فرانجيبان (بالكرواتية: Beatrica Frankopan، بالمجرية: Frangepán Beatrix؛ 1480 – ق. 27 مارس 1510)؛ كانت نبيلة كرواتية ومن عائلة ذات نفوذ، ومن خلال الزواج أصبحت وريثة قلعة هونيدوار ومرغرافين براندنبورغ-أنسباخ.

## الحياة
كانت بياتريكس فرانجيباني ابنة برناردين فرانكوبان نياز كرك ومودروش (1453–1529)؛ وزوجته الدونا لويزا مارزانو دأراغونا ابنة جيوفاني فرانشيسكو مارينو مارزانو، أمير سكيلاتشي وحفيدة ألفونسو الخامس ملك أراغون من جهة والدتها، في حين أصبح شقيقها كريستوف فرانكوبان (1482–1527) بان (نائب الملك) في كرواتيا أثناء عهد الملك المجري يوحنا زابوليا.
تزوجت بياتريكس أول مرة عام 1496 من يانوش كورفينوس (1473–1504)، الابن غير الشرعي للملك ماتياس كورفينوس ملك المجر، وأنجبت له:
- إليزابيث (1496–1508).
- كريستوف (1499–1505)، آخر أفراد أسرة هونيادي.
- ماتياس (1504–1505).

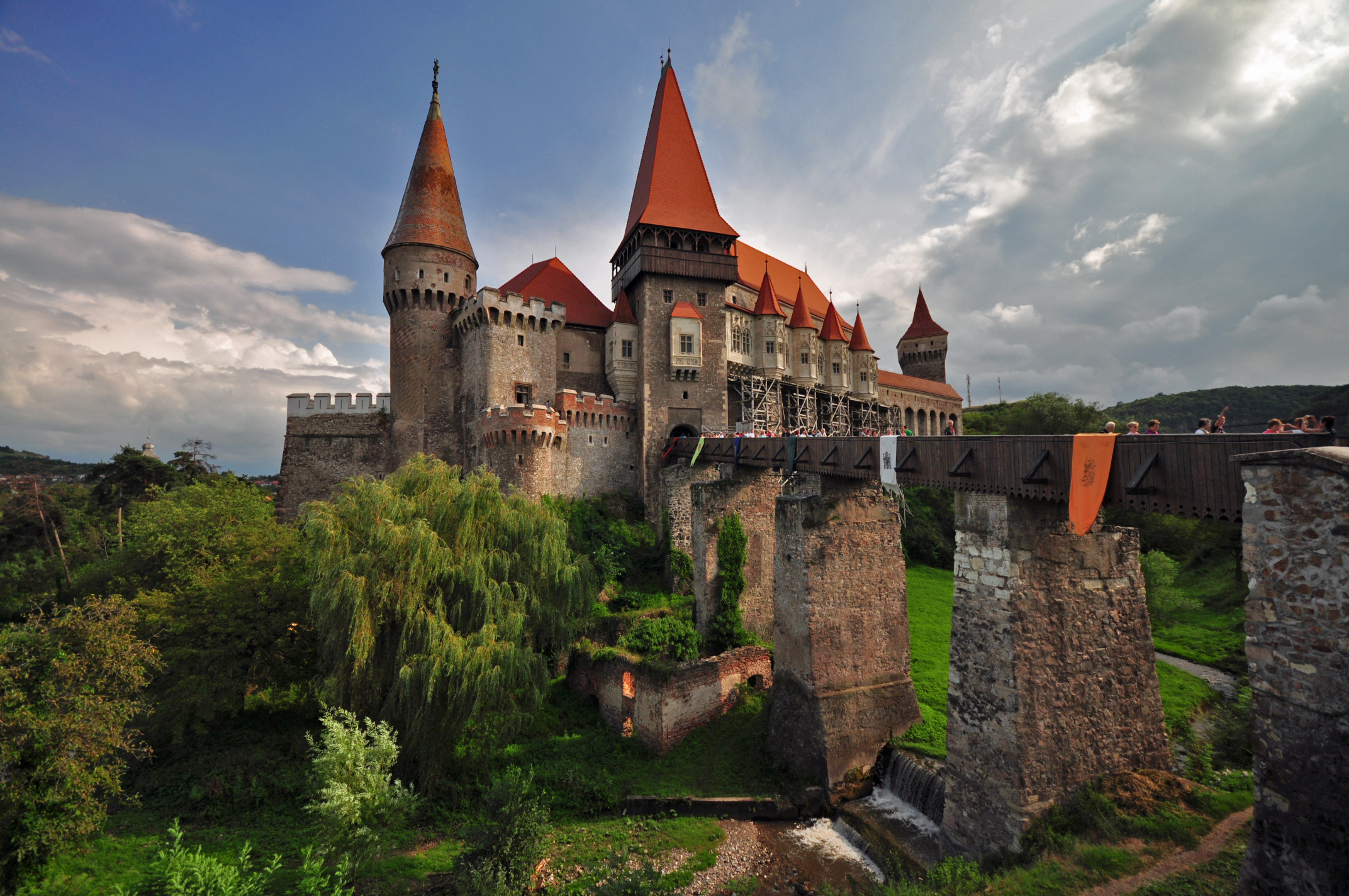
قلعة هونيدوار

وُصفت بياتريكس بأنها جميلة للغاية، وبعد وفاة زوجها ورثت قلعة هونيدوار وتولت إدارة ممتلكات أطفالها، غير أن أبنائها توفوا في سن صغيرة (على الأرجح بالتسميم)، بعد وفاة والدهما بوقت قصير.
بعد فترة الحداد زوجها الملك فلاديسلاف الثاني ملك المجر من ابن أخته مرغريف غيورغ من براندنبورغ-أنسباخ (1484–1543) من أسرة هوهنتسولرن وذلك في 21 يناير 1509 في جيولا، قام الملك فلاديسلاف بنقل جميع ممتلكات أسرة كورفينوس إلى غيورغ، بالإضافة إلى القلعة، شملت أيضا ممتلكات منها: حصن ليبوڤا مع 252 قرية. من خلال زوجته أصبح غيورغ واحداً من أقوى ملاك الأراضي في المجر، رغم اضطراره للتعامل مع نزاعات حدودية مع أسرة زابوليا المنافسة، وقد انتقل جزء من مكتبة كورفينا إلى فولفنبوتل بفضلها.
بعد وفاته بعد عام واحد فقط من الزواج، باع غيورغ القسم الأكبر من الممتلكات المجرية واشترى عدد من الدوقيات سيليزية بدلاً منها.